# 里兹基·里多
里兹基·里多（2001年11月21日—）是印尼足球运动员，司职后卫。目前效力印尼甲级联赛俱乐部佩斯查雅加達，同时也代表印度尼西亚国家足球队。